# Соловйовка (Оренбурзький район)
Соловйо́вка (рос. Соловьёвка) — селище у складі Оренбурзького району Оренбурзької області, Росія.

## Населення
Населення — 722 особи (2010; 643 у 2002).
Національний склад (станом на 2002 рік):
- росіяни — 77 %